# Geschwister aus Ford
Die Geschwister aus Ford, bestehend aus John, Solicita und Matilda, waren im späten 12. Jahrhundert als Ärzte in Ford, Herefordshire in England tätig. Solicita und Matilda sind die frühesten namentlich bekannten Ärztinnen Englands.

## Überlieferung
Die Namen der Geschwister sind in einer Handschrift überliefert, die nach 1234 entstanden ist. Ein Schreiber kopierte hier die Schenkungen an das Kloster in Leominster. Die Schenkungen der Geschwister fanden zur Amtszeit von Prior Philip statt und können daher auf die Jahre 1186 bis 1203 eingegrenzt werden. Weitere erwähnte Personen lassen eine zusätzliche Eingrenzung auf die Jahre bis 1198 zu.
In der Handschrift wird in insgesamt acht Einträgen dokumentiert, dass der Arzt John einige Ländereien (zusammen 12 Morgen) und ein Anwesen in Ford an den Armenpfleger des Klosters übergab, die Schenkung also für die Wohlfahrt und nicht für das Kloster selbst bestimmt war. Als Zeugin tritt zunächst die wahrscheinlich ältere Schwester Solicita auf, die nach dem Tod von John die Schenkung noch einmal bestätigt. Offenbar waren die Schwestern die einzigen Erben ihres Bruders. Etwas später übertrug sie alle ihre geerbten Ländereien ebenfalls, der Besitz ihres Ehemanns William war davon jedoch ausgenommen. Matilda übertrug ihre Rechte an den Ländereien Johns für eine Silbermark und besiegelte dies mit einem der frühesten bekannten persönlichen Siegel eines englischen Arztes. Zuletzt übertrug Solicitas Ehemann William weitere Ländereien aus dem früheren Besitz von John (insgesamt 24 Morgen) und bestätigte nochmals die vorherigen Schenkungen.
Die Geschwister John, Solicita und Matilda treten in der Handschrift als medicus bzw. medica auf, weitere Informationen über ihre Tätigkeit sind nicht bekannt.

## Hintergrund
Nach der normannischen Eroberung Englands kam es zu einem Aufschwung des Äztewesens. Edward J. Kealey konnte für den Zeitraum von 1100 bis 1154 (Ende der Anarchie) 90 Ärzte nachweisen und fand in der Literatur für die Zeit bis 1200 mindestens 172 weitere. Durch eine sehr grobe Hochrechnung kommt er dabei auf einen Arzt je 2.000 Menschen und ein Hospitalbett je 600 bis 1.000 Menschen.
Ärztefamilien wie die Geschwister aus Ford konnten es in dieser Zeit zu einigem Wohlstand bringen. Der um 1272 gestorbene Chirurg Thomas aus London vermachte seinen drei Kindern mehrere Anwesen in der Stadt, Sohn William und Tochter Katherine übten denselben Beruf aus.

## Quelle
- British Library Ms. Cotton Domitian A III, folios 108-112